# Буль-Кайпаново
Буль-Кайпа́ново (рос. Буль-Кайпаново, башк. Бүл-Ҡайпан) — село у складі Татишлинського району Башкортостану, Росія. Адміністративний центр Буль-Кайпановської сільської ради.
Населення — 682 особи (2010; 707 у 2002).
Національний склад:
- башкири — 94 %

Стара назва — Буль-Кайпан.